# Лэниадо, Кармел
Кармел Лэниадо (англ. Carmel Laniado; род. 19 октября 2004, Израиль) — американо-британская актриса

 кино и телевидения израильского происхождения, более всего известная благодаря роли леди Роуз в фильме 2020 года «Удивительное путешествие доктора Дулиттла».

## Биография
Кармел родилась в Израиле. Позднее вместе с семьёй жила в Англии и США. С детства посещала мюзиклы и театральные представления, где и возник её интерес к актёрству. Кармел и сама рано дебютировала на сцене. С 2017 года проходила кастинги и прослушивания на киностудиях. Карьерой Лэниадо занимается британское агентство талантов Curtis Brown. Её первая роль на экране — Лотти в мини-сериале «Рождественская песнь» с Гаем Пирсом.
В 2020 году на экраны мира вышла фэнтези-комедия режиссёра Стивена Гейгана «Удивительное путешествие доктора Дулиттла», где Кармел Лэниадо исполнила главную женскую роль. В феврале того же года стало известно, что актриса примет участие в съёмках второго сезона телесериала «Ведьмак».
По словам Кармел, её любимая актриса — Хелена Бонем Картер, с которой она также хотела бы поработать. В свободное время Лэниадо увлекается психологией.

## Фильмография
- 2019 — Рождественская песнь — юная Лотти[1]
- 2020 — Удивительное путешествие доктора Дулиттла — леди Роуз[1][8]
- 2021 — Ведьмак — Вайолет
- 2024 — Расскажи мне всё — Дарси-Мэй